# Carol Haney
Carolyn Grace Haney, detta Carol (New Bedford, 24 dicembre 1924 – Saddle Brook, 10 maggio 1964), è stata un'attrice, cantante, ballerina e coreografa statunitense, vincitrice di un Tony Award.

## Biografia
Ha lavorato spesso con Gene Kelly nelle produzioni di Broadway di On the Town (1949), Summer Stock (1950), An American in Paris (1951), Singin' in the Rain (1952) e Invitation to the Dance (1956). Nel 1955 ha vinto il Tony Award alla miglior attrice non protagonista in un musical per The Pajama Game, un ruolo che ricoprì per poco tempo prima che una lesione alla caviglia la costringesse a lasciare lo spettacolo e la parte passò alla sua sostituta, la giovane Shirley MacLaine. A partire dalla fine degli anni cinquanta ha diradato le apparizioni teatrali per dedicarsi alle coreografie. Come coreografa ha curato i movimenti scenici delle produzioni di Broadway di Flower Drum Song (1958), con la regia di Gene Kelly, Bravo Giovanni (1962), She Loves Me (1963) e Funny Girl (1964).
È stata sposata con Eugene Dorian Johnson dal 1945 al 1953 e con Larry Blyden dal 1955 al 1962. Morì sei settimane dopo il debutto a Broadway di Funny Girl, per una polmonite esacerbata da diabete e alcolismo.

## Filmografia parziale
- Baciami Kate! (Kiss Me Kate), regia di George Sidney (1953)
- Trittico d'amore (Invitation to the Dance), regia di Gene Kelly (1956)
- Il giuoco del pigiama (The Pajama Game), regia di George Abbott, Stanley Donen (1957)

## Doppiatrici italiane
- Miranda Bonansea ne Il giuoco del pigiama